# 堂役

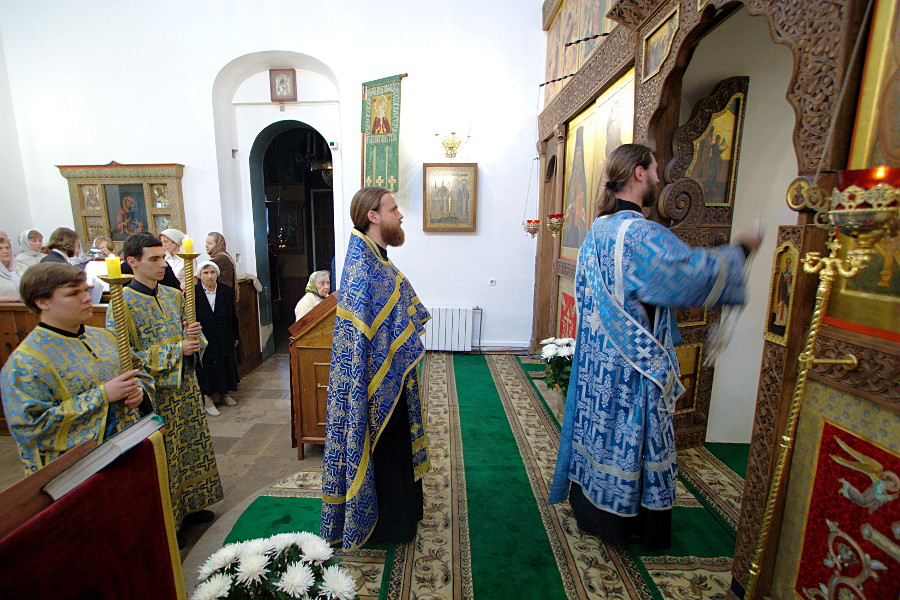
晩課の聖入の場面。イコノスタシスの王門前にて。右に輔祭、中央に司祭、左（司祭後方）に堂役が二人、写っている。堂役はステハリを着用しているが、輔祭もステハリを着用し、その上からオラリ（大帯）を掛けている（2009年）。（2009年）

堂役（どうえき）は、神品機密を経ない、男性の信徒が勤める正教会の教衆・教役者である。カトリック教会・聖公会の侍者に相当する。
- ロシア語: Пономарь
- 英語: Altar server

奉神礼での役割として、司祷者の指示に従い奉神礼の流れに合わせ、主に至聖所での神品の動作を輔佐する。火や油や聖餅（聖パン）など、扱う物が種々に亙る。聖所と至聖所をつなぐイコノスタシスの扉は北門と南門を用い、中央の王門は用いない。